# Wawrzyniec Smolnicki
Wawrzyniec Smolnicki (ur. 10 sierpnia 1783 w Rudach, zm. w 1845 roku) – polski duchowny rzymskokatolicki.

## Biografia
Święcenia kapłańskie otrzymał 25 października 1807 roku w miejscu nieznanym. Od 4 czerwca 1818 roku pełnił funkcję proboszcza parafii korfantowskiej. Wierni zapamiętali przede wszystkim jego poświęcenie i odwagę podczas częstych pożarów i epidemii cholery, które nawiedziły Korfantów w XIX wieku. Wawrzyniec Smolnicki oprócz piastowanego stanowiska proboszcza parafii, pełnił również funkcję dziekana dekanatu niemodlińskiego i od 1845 roku, powiatowego inspektora oświaty w Niemodlinie. Zmarł w 1863 roku po 45 latach przewodzenia gminie katolickiej w Korfantowie.